# Morgan Sanson
Morgan Stéphane Sanson (ur. 18 sierpnia 1994 w Saint-Doulchard) – francuski piłkarz występujący na pozycji pomocnika we francuskim klubie Nice, do którego jest wypożyczony z Aston Villi.
17 stycznia 2017 podpisał kontrakt z Olympique Marsylia, kwota transferu wyniosła 12 milionów euro.
26 stycznia 2021 roku przeszedł do angielskiego klubu Aston Villa, podpisując 4,5-letni kontrakt.  